# Diego Solís
Diego Antonio Solís Le Roy (15 maggio 1962) è un allenatore di calcio a 5, ex giocatore di calcio a 5 ed ex calciatore costaricano.

## Carriera

### Calcio
Formatosi del settore giovanile del Saprissa, Solís venne aggregato alla prima squadra nelle stagioni 1982 e 1983. Tra il 1984 e il 1992 giocò con Puriscal, Univ. de Costa Rica, Barrio México e San Miguel de Goicoechea.

### Calcio a 5
Dal 1985 Solís iniziò ad affiancare la pratica del calcio con quella del calcio a 5. Con la nazionale costaricana disputò, da giocatore, due campionati mondiali (1992 e 2000) entrambi conclusi al primo turno. Dopo il ritiro, fu per un lustro il commissario tecnico della Tricolor, guidandola per la prima volta agli ottavi di finale nella Coppa del Mondo 2016. 